# Chloroclystis polygraphata
Chloroclystis polygraphata là một loài bướm đêm trong họ Geometridae.